# انگوس کلود
کانر آنگوس کلود هیکی (۱۰ ژوئیه ۱۹۹۸ – ۳۱ ژوئیه ۲۰۲۳) بازیگر آمریکایی بود. او بیشتر به خاطر نقش فزکو در سریال درام HBO سرخوشی (۲۰۱۹–۲۰۲۲) شناخته می‌شد و در فیلم‌های هالیوود شمالی (۲۰۲۱)، خط (۲۰۲۳)، ابیگیل و فیلم گارفیلد (هر دو محصول ۲۰۲۴) نقش‌آفرینی کرد. او همچنین در موزیک ویدیوهای نوآ سایرس، جویس ورلد، بکی جی و کارول جی حضور داشت. کلود در تاریخ ۳۱ ژوئیه ۲۰۲۳ در اوکلند، کالیفرنیا بر اثر مصرف بیش از حد تصادفی مواد درگذشت.